# 新化村
22°23′57″N 120°49′37″E / 22.3990588°N 120.8269231°E
新化村，是臺灣臺東縣達仁鄉所轄的6個村之一，位在達仁鄉西南緣。人口約300人，與土坂村、安朔村；大武鄉大竹村、大鳥村、大武村、尚武村、南興村；屏東縣春日鄉力里村、士文村；獅子鄉南世村、內獅村相鄰。主要居民排灣族居於此。

## 村名由來
本村舊名為kuvaleng，原居於紹雅村，因地處偏遠，生活不便，遷入此地，因其為新設之部落，故取名新化。